# Great Barrington
Great Barrington är en kommun (town) i Berkshire County, Massachusetts, USA, som år 2000 hade 7 527 invånare.